# Sean Sullivan (acteur)
Pour les articles homonymes, voir Sean Sullivan et Sullivan.
Sean Sullivan est un acteur canadien né le 23 décembre 1921 à  Toronto, Ontario et mort le 3 juin 1985 dans la même ville.

## Filmographie
- 1968 : 2001, l'Odyssée de l'espace : Dr Michaels
- 1978 : L'Argent de la banque (The Silent Partner) de Daryl Duke
- 1983 : Dead Zone : Herb Smith
- 1986 : The Boy in Blue : Walter